# Аленкур (Горња Саона)
Аленкур (фр. Alaincourt) насеље је и општина у источној Француској у региону Франш-Конте, у департману Горња Саона која припада префектури Лир.
По подацима из 2011. године у општини је живело 94 становника, а густина насељености је износила 16,12 становника/km². Општина се простире на површини од 5,83 km². Налази се на средњој надморској висини од 240 метара (максималној 285 m, а минималној 235 m).

## Демографија
| 1962. | 1968. | 1975. | 1982. | 1990. | 1999. | 2011. |
| ----- | ----- | ----- | ----- | ----- | ----- | ----- |
| 108   | 92    | 82    | 72    | 85    | 89    | 94    |

График промене броја становника у току последњих година